# Andreas Gassen
Andreas Gassen (* 5. Juli 1962 in Köln) ist ein deutscher Orthopäde, Unfallchirurg und Rheumatologe. Seit dem 1. März 2014 ist er Vorstandsvorsitzender der Kassenärztlichen Bundesvereinigung.

## Werdegang
Andreas Gassen studierte von 1982 bis 1988 Humanmedizin an der Heinrich-Heine-Universität Düsseldorf und wurde dort zum Dr. med. promoviert. Von 1989 bis 1996 war er im Marienkrankenhaus in Düsseldorf-Kaiserswerth tätig, von 1993 bis 1996 als leitender Oberarzt der Abteilung für Arthroskopische Chirurgie und Rheumatologie. Seit 1996 ist Gassen als Facharzt für Orthopädie, Unfallchirurgie und Rheumatologie in einer Gemeinschaftspraxis in Düsseldorf niedergelassen.
Gassen war von 2013 bis 2014 Präsident des Berufsverbandes für Orthopädie und Unfallchirurgie (BVOU). 2014, 2017 und 2023 wurde er zum Vorstandsvorsitzenden der Kassenärztlichen Bundesvereinigung gewählt. In dieser Funktion ist er auch einer der beiden Vorsitzenden des Ärztlichen Zentrums für Qualität in der Medizin.

## Krankenhausreform und Ambulantisierung
Gassen positionierte sich mehrfach zu der von Gesundheitsminister Karl Lauterbach geplanten Krankenhausreform und sprach sich für mehr ambulante Behandlungen aus: 
- Für Gassen sei die Reform zum Scheitern verurteilt, „wenn die Ambulantisierung durch Einbindung der Praxen nicht gestärkt wird und die Auswahl der richtigen Kliniken nicht klug und strategisch koordiniert wird.“[2]
- Im internationalen Vergleich würden in Deutschland sehr viele Leistungen stationär erbracht. Diese ließen sich oft qualitativ besser und wirtschaftlich sinnvoller ambulant in den Praxen durchführen. „Es ist daher überfällig, viele bisher stationär erbrachte Leistungen zu ambulantisieren.“[3]
- Gerade ambulante Operationen hätten viele Vorteile für die Patientinnen und Patienten, da sie in ihrer vertrauten Umgebung bleiben könnten und ihnen ein längerer Krankenhausaufenthalt erspart bliebe. Der medizinische Fortschritt habe es möglich gemacht, eine ganze Reihe an Eingriffen minimalinvasiv und ambulant durchzuführen. Dieser Fortschritt müsse den Patienten zugutekommen.[4]
- Grundsätzlich habe Deutschland zu viele Krankenhäuser und zu wenig Personal. Daher sei eine Bündelung der Kapazitäten unvermeidlich.[5]
- Nicht jede Klinik könne in ihrer jetzigen Form erhalten bleiben: „Jedes Krankenhaus sollte nur die Leistungen erbringen dürfen, für die es personell, und zwar 24/7, und technisch angemessen ausgestattet ist.“[6]
- Einige kleine Kliniken könnten in Gesundheitszentren umgewandelt werden. Hier ließen sich Praxen ansiedeln, in denen Haus- und Fachärzte zu festgelegten Zeiten Patientinnen und Patienten versorgen.[7]

## Digitalisierung im Gesundheitswesen
Im Oktober 2022 sprach sich Gassen für einen Neustart der Digitalisierung deutscher Arztpraxen aus. Die bisherigen Bemühungen seien ein „teures Ärgernis“ und böten keinen echten Mehrwert für Ärzte und Patienten. Die Einführung der digitalen Patientenakte und des elektronischen Rezepts seien gescheitert. Außerdem mahnte er zu einem Umdenken beim Datenschutz: „Die Daten müssen in der Hoheit der Patienten sein. Jeder muss selbst entscheiden können, welche Daten er oder sie freigibt und welche nicht.“

## COVID-19
Gassen äußerte sich häufig öffentlich über die Infektionskrankheit COVID-19 und die Bewältigung durch die deutsche Politik.
- Gassen erklärte Anfang März 2020, die Infektionskrankheit COVID-19 sei „eher eine mediale als eine medizinisch relevante Infektion“[9] und ging davon aus, dass ein Großteil der Bevölkerung sich anstecken werde, bevor die Ausbreitung zu einem wirklichen Halt komme, wobei er dazu erklärte: „Das mag für den Laien schockierend wirken, ist aber nüchtern betrachtet nichts Bedrohliches: Es gibt Viren, die praktisch jeden mindestens einmal befallen. Zum Beispiel Herpes und Influenza“.[10]
- Gassen wandte sich wiederholt gegen die drastische Maßnahme des Herunterfahrens des öffentlichen Lebens („Lockdown“), da diese ineffizient sei und erhebliche Kollateralschäden verursache. Stattdessen müsse man sich um einen besseren Schutz der Risikogruppen bemühen.[11]
- Im September 2021 prognostizierte er, im Frühjahr 2022 werde „Schluss sein […] mit Corona“, da bis dahin weite Teile der Bevölkerung geimpft oder genesen seien.[12]
- Mitte September 2021 schlug er den 30. Oktober 2021 als Freedom Day vor. Bis dahin habe jeder bislang Ungeimpfte genug Zeit, sich noch impfen zu lassen.[13] Sein Vorstoß wurde von verschiedenen Seiten kritisiert, da eine ausreichende Impfquote nicht rechtzeitig zu erreichen sei.[14]
- Als die Omikron-Mutante für hohe Infektionszahlen und massive Personalausfälle in deutschen Krankenhäusern sorgte, forderte Gassen am 23. Juli 2022 die Aufhebung aller Corona-Isolationspflichten, damit die Versorgung der Patienten weiterhin gesichert werden könne.[15] Hierfür erhielt er von verschiedenen Seiten Kritik.[16]
- Gassen sprach sich im April 2023 dafür aus, die bei der Pandemie möglicherweise begangenen Fehler aufzuarbeiten. Alle staatlichen Maßnahmen müssten genau auf ihre Wirksamkeit hin überprüft werden.[17]